# یاس چمن (خرم‌بید)
یاس چمن (خرم‌بید)، روستایی از توابع بخش مشهد مرغاب شهرستان خرم‌بید در استان فارس ایران است.

## جمعیت
این روستا در دهستان شهیدآباد قرار دارد و بر اساس سرشماری مرکز آمار ایران در سال ۱۳۹۹، جمعیت آن
۱۰۰ نفر (۱۵خانوار) بوده‌است. به زبان عربی گویش عرب خمسه تکلم می‌کنند و از طایفه شیری تیره خلج می باشند. و از راه دام‌داری 
امرار معاش میکنند. واعضای شورای روستا عبارتند از کربلایی قربانقلی هاشمی شیری و علی آقا هاشمی شیری و عیدی محمد شیروانی شیری.